# One Year of Love
«One Year of Love» (en español: Un Año de Amor) es una canción escrita por John Deacon, bajista de la banda de rock inglesa Queen en 1986 como parte de su disco A Kind of Magic.

## Antecedentes y composición
La canción fue escrita por John Deacon y cantada por Freddie Mercury para la película Highlander; suena en una radio durante la escena del bar.
La versión del álbum presenta a John Deacon tocando el sintetizador Yamaha DX-7 y una orquesta de cuerdas dirigida por Lynton Naiff. El saxofón es interpretado por Steve Gregory, un músico de sesión que había actuado previamente en 1984 "Careless Whisper" número uno de George Michael. 
La canción fue escrita en llave de re mayor. Deacon decidió sustituir o prefirió reemplazar los componentes de la guitarra con un solo de saxofón después de una discusión con Brian May, quien no aparece en la canción.

## Lanzamiento
Fue lanzado solo como sencillo en Francia y España, y apareció durante la escena del bar en Highlander. El sencillo trazó en Francia y España. El lado B del sencillo fue "Gimme the Prize de Kurgan)". En 1992 en los Estados Unidos, la canción fue lanzada como un sencillo promocional. Se lanzó una versión extendida con 6:41 en un CD adicional con el DVD 2002 para Highlander junto con las versiones de álbum lanzadas anteriormente de "Princes of the Universe" y "Friends Will Be Friends".

## Interpretaciones y actuaciones en vivo
La banda nunca tocó la canción o fue interpretada ni tocada en sus presentaciones de conciertos ni giras en vivo por Queen.

## Legado
La canción fue cubierta por Elaine Paige en The Queen Album en 1988 y por la cantante holandesa Stevie Ann en 2006. Fue elegida por Ultimate Classic Rock como número seis en una cuenta regresiva de las "10 canciones principales de John Deacon Queen". Argumentaron que Deacon "descubre sus emociones aquí en formas en que sus compañeros de banda (especialmente Freddie Mercury) rara vez se atrevían", describiéndolo como una "balada sincera" y reconociendo la "rara aparición del saxofón" y el "arreglo de cuerdas exuberantes" que aumenta el mensaje romántico de la canción.

## Créditos y personal
- Escrita por: John Deacon
- Producida por: Queen y Mack
- Músicos:

Queen
- Freddie Mercury: voz líder y coros
- John Deacon: bajo, sintetizador, sampler, programación de batería
- Roger Taylor:  pandereta

Músicos adicionales
- Steve Gregory: saxofón
- Lynton Naiff: arreglo de cuerdas

## Curiosidades
- Es una de las pocas canciones de Queen en las que Brian no aparece de ninguna forma.
- Una versión de piano, cantada y tocada por Freddie, fue grabada y aparece en la película Highlander, aunque todavía no ha aparecido en ningún álbum oficial.
- Una versión temprana, datada en enero de 1986, está ligeramente cambiada: le faltan los arreglos orquestales y tiene un solo de guitarra, quizás tocado por John.

- Datos: Q2596665